# Ostsee-Zeitung
L'Ostsee-Zeitung (journal de la mer Baltique) est un journal quotidien qui paraît dans la Mecklembourg-Poméranie-Occidentale.
Il est vendu avec une partie régionale qui est la même pour tout le monde et une partie locale qui diffère selon le lieu d'habitation. Il y a 10 parties locales différentes:
Bad Doberan, Greifswald, Grevesmühlen, Grimmen, Ribnitz-Damgarten, Rostock, Rügen, Stralsund, Usedom-Peene, Wismar.

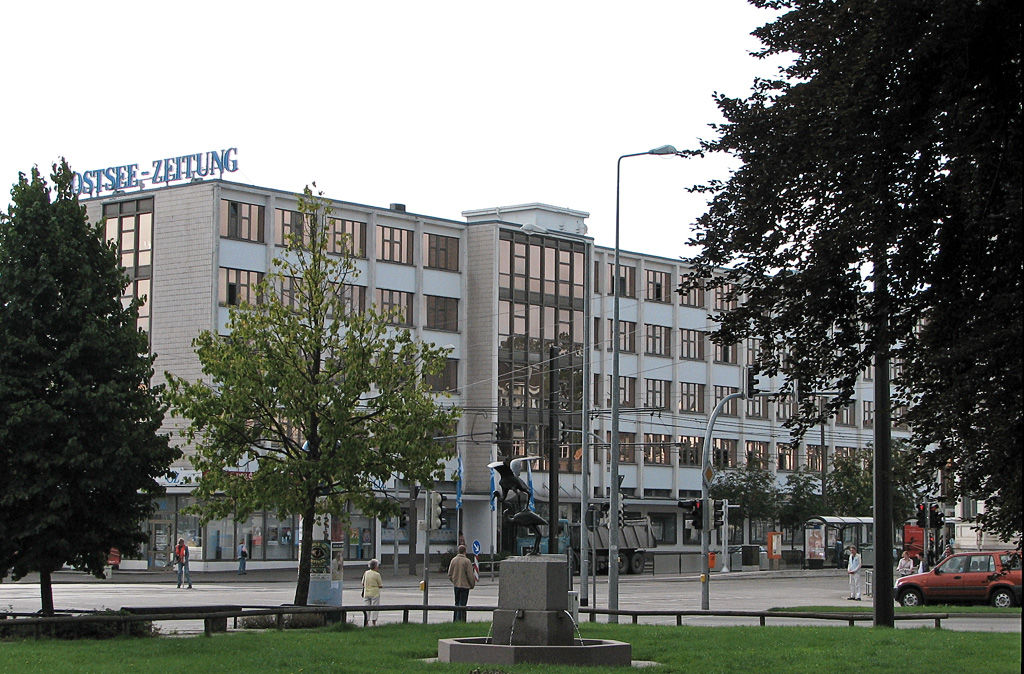
Le siège du journal à Rostock